# Upaniszada Muktika
Upaniszada Muktika (trl. Muktikopaniṣad) – upaniszada datowana na koniec XIV w. Podzielona została na dwie części, z której druga omawia procesy zachodzące podczas duchowego rozwoju metodami jogi. 
Muktika zawiera listę 108 najważniejszych (tzw. kanonicznych) upaniszad.

## Doktryna
- Muktika opisuje następujące rodzaje wyzwolenia :
  - salokja - bezcielesny jogin rezydujący w brahmaloce w błogości, bliski Brahmie, postrzegający Go wszędzie we wszechświecie
  - sarupja - jogin zrównany z formą Brahmy
  - samipja - bliskość nieznająca przeszkód w zbliżeniu
  - sajudźja - jedność z Brahmą osiągnięta poprzez samadhi powodująca kompletną identyfikację [2]